# Нижній Сокол
Нижній Со́кол (рос. Нижний Сокол) — селище у складі Таштагольського району Кемеровської області, Росія. Входить до складу Коуринського сільського поселення.

## Населення
Населення — 53 особи (2010; 62 у 2002).
Національний склад (станом на 2002 рік):
- росіяни — 100 %